# Piraterna Motala
Piraterna Motala właśc. SMK Motala SK - żużlowy klub z Motali (południowa Szwecja) założony w 1949 roku, występujący w Elitserien - najwyższej klasie rozgrywkowej drużynowych mistrzostw Szwecji na żużlu. Dwukrotny drużynowy mistrz Szwecji (2011 i 2013). Zdobywca łącznie sześciu medali tych rozgrywek. Wszystkie wywalczył w latach 2011-2016. 
Piraterna triumfowała w World Speedway League 2014, zdobywając 36 punktów.

## Osiągnięcia
- Drużynowe Mistrzostwa Szwecji:
  - złoto: 2 (2011 i 2013)
  - srebro: 1 (2012)
  - brąz: 3 (2014, 2015 i 2016)
- World Speedway League
  - złoto: 1 (2014)

## Kadra drużyny
Stan na marzec 2022 r.
- Rasmus Broberg
- Oskar Fajfer
- Jakub Jamróg
- Tomas H. Jonasson
- Wiktor Lampart
- Jan Lindman
- Václav Milík
- Marcin Nowak
- Jonas Seifert-Salk
- Mateusz Szczepaniak